# Érize-Saint-Dizier
Érize-Saint-Dizier é uma comuna francesa na região administrativa de Grande Leste, no departamento de Meuse. Estende-se por uma área de 12,49 km². Em 2010 a comuna tinha 192 habitantes (densidade: 15,4 hab./km²).